# Baradili
Baradili – miejscowość i gmina we Włoszech, w regionie Sardynia, w prowincji Oristano. Graniczy z Baressa, Genuri, Gonnosnò, Sini, Turri i Ussaramanna.
Według danych na rok 2004 gminę zamieszkiwało 95 osób, 19 os./km².